# Bellusco
Bellusco é uma comuna italiana da região da Lombardia, província de Monza e Brianza, com cerca de 6.070 habitantes. Estende-se por uma área de 6 km², tendo uma densidade populacional de 1012 hab/km². Faz fronteira com Sulbiate, Mezzago, Vimercate, Busnago, Ornago, Roncello.

## Demografia
| Variação demográfica do município entre 1861 e 2011                               |
|                                                                                   |
| Fonte: Istituto Nazionale di Statistica (ISTAT) - Elaboração gráfica da Wikipedia |